# كريستين تشينوويث
كريستين دون تشينوويث (بالإنجليزية: Kristin Chenoweth) (اسمها عند الولادة كريستي دون تشينوويث، 24 يوليو عام 1968) ممثلة أمريكية ومغنية، لديها أعمال في المسرح الغنائي والسينما والتلفاز. فازت عام 1999 بجائزة توني أوورد عن دورها في الكوميديا الغنائية «يور أ غود مان، تشارلي براون» بدور سالي براون على مسرح برودواي. حظيت تشينوويث باهتمام واسع عن دورها في المسرحية الغنائية «ويكد» بدور شخصية غليندا، من بين ذلك حصولها على جائزة توني أخرى. شملت أدوارها التلفزيونية شخصية أنابيث شوت في المسلسل السياسي الأمريكي «ذا ويست وينغ» الذي عُرض على قناة إن بي سي، وأوليف سنوك في المسلسل الكوميدي الدرامي «بوشينغ دايزيز» الذي عُرض على قناة إيه بي سي، والذي حصلت من خلاله على جائزة إيمي لأفضل ممثلة مساعدة في مسلسل كوميدي، ولعبت دور البطولة في سلسلة «جي سي بي» التلفزيونية التي عرضت على قناة إيه بي سي عام 2012.
غنت تشينوويث موسيقى غوسبل خلال طفولتها في أوكلاهوما ودرست الأوبرا قبل أن تقرر متابعة مسيرتها في المسرح الغنائي. في عام 1977، ظهرت على مسرح برودواي لأول مرة في المسرحية الغنائية «ستيل بيير» وفازت بجائزة «ثياتر وورلد أوورد»، قبل ظهورها في كل من يور أ غود مان، تشارلي براون، وويكد. شملت أدوارها الأخرى على خشبة برودواي «ذي أبل تري» عام 2006، وبروميسس، بروميسس عام 2010 و«أون ذا توينتيث سينتشري» عام 2015، والذي تلقت على إثره ترشيحًا لجائزة توني أخرى. ظهرت أيضًا في خمس حفلات ل «أنكور!»، على مسرح برودواي وإنتاجات مسرحية محلية.
كان لدى تشينوويث مسلسلها الكوميدي الخاص بعنوان «سيتكوم»، عام 2011، وحلّت ضيفة على عديد من العروض، من بينها «سيسام ستريت» و«غلي»، الذين ترشحت على إثرهم لجوائز إيمي خلال عامي 2010 و2011. في مجال الأفلام، لعبت غالبًا أدوارًا شخصية، مثل «بيويتشد» (2015)، و«ذا بينك بانثر (النمر الوردي)» (2006)، و«آر في» (2006). لعبت أيضًا أدوارًا في أفلام مخصصة للعرض على التلفاز، مثل «ديسندانتس» (2015)؛ وقامت بعمل صوتي في أفلام رسوم متحركة مثل «ريو الجزء الثاني» (2014) و«ذا بينتس موفي» (2015) إلى جانب مسلسلات الرسوم المتحركة «سيت داون، شات أب»؛ وقدت عددًا من عروض الجوائز؛ وأطلقت عدة ألبومات غنائية، شملت «إ لوفلي واي تو سبيند كريسماس» (2008)، و«سوم ليسونز ليرند» (2011)، و«كومينغ هوم» (2014)، و«ذي آرت أوف إليغانس» (2016)، و«فور ذا غيرلز» (2019). صاغت تشينوويث أيضًا كتاب مذكرات عام 2009 بعنوان «إ ليتل بيت ويكد».

## حياتها المبكرة
تم تبني تشينوويث عندما كان عمرها خمسة أيام من قبل جوني سميث تشينوويث وجيري موريس تشينوويث، اللذان كان كلاهما مهندسين كيمائيين من بروكين أرو، أوكلاهوما، إحدى ضواحي تولسا، وأسماها كريستي دون تشينوويث. قالت إنها تنتمي بربع أصلها إلى قبيلة تشينوكي. قدمت خلال سن مبكرة أغاني غوسبل للكنائس المحلية. كان عرضها المُشرق في طفولتها عبارة عن ظهور منفرد في المؤتمر الوطني للميثاق المعمداني الجنوبي في سن الثانية عشرة، إذ غنت «فور فيت إلفن» للمغنية النرويجية إيفي. بدأت الجوقة غنائها بـ«أنا فقط 4 أقدام و11 إنشًا، لكنني سأذهب إلى الجنة» (كان طول تشينوويث 4 أقدام و11 إنشًا (150 سم)). بعد تخرجها من مدرسة مدرسة بروكن أرو الثانوية، التي شاركت ضمنها في عدد من المسرحيات المدرسية، التحقت بجامعة أوكلاهوما سيتي، حيث كانت عضوة في نادي الطالبات «غاما فاي بيتا». حصلت على شهادة بكالوريوس في المسرح الغنائي عام 1990، ودرجة الماجستير في الأوبرا عام 1992، تحت إشراف وإرشاد معلمة الصوت فلورنس بيردويل. خلال كونها في جامعة أوكلاهوما سيتي، أتمت تشينوويث مسابقة جمال، ربحت من خلالها منصب «ملكة جمال جامعة أوكلاهوما سيتي»، وحصدت المركز الثاني في مسابقة الجمال نفسها لعام 1991. في عام 1992، شارك تشينوويث في تسجيل أستوديو للمسرحية الغنائية «ذا موست هابي فيلا».
عندما كانت في الجامعة تدرس للحصول على درجات الماجستير خاصتها، مثلت تشينوويث على المسرح الغنائي في أوكلاهوما سيتي، إلى جانب عدد من المسارح المحلية الأخرى، بأدوار مثل «جون» في «جيبسي»، ولايزل في «ذا ساوند أوف ميوزك»، وفران في «برومسس، برومسس»، وتوبتيم في «ذا كينغ أند آي». مع إكمالها شهادة الماجستير، شاركت تشينوويث في عدد من المسابقات الصوتية وحظيت بلقب «أكثر مغنية صاعدة وواعدة» في اختبارات غناء المجلس الوطني لأوبرا ميتروبوليتان، والذي خرجت منه بمنحة كاملة لأكاديمية الفنون الغنائية بولاية فلوريدا. قبل بداية الدراسة بأسبوعين، ذهبت إلى نيويورك لمساعدة صديق لها في التنفل. خلال كونها هناك، أدت عرضًا صوتيًا على مسرح «بيبر ميل بلاي هاوس» عام 1993 لمسرحية «أنيمال كراكرز» وحصلت على دور أرابيلا ريتنسهاوس. رفضت المنحة وانتقلت إلى نيويورك لتقدم العرض وتحصل على وظيفة في المسرح الغنائي.

## مسيرتها المهنية

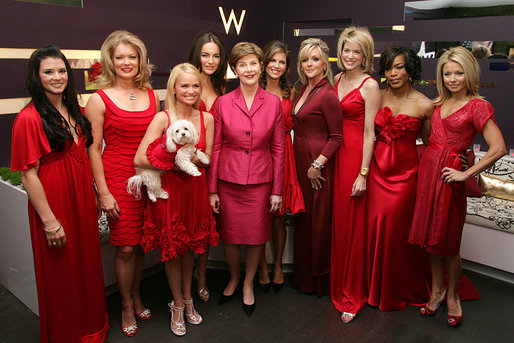
السيدة لورا بوش تنضم إلى المشاهير المشاركين في عرض أزياء المشاهير

### المسرح
بعد عرض «أنيمال كراكرز»، استمرت تشينوويث بالظهور في إنتاجات السينما المحلية، مثل «بايبز إن آرمز» على مسرح غثري في مينيا بوليس، و«فانتوم» (إذ لعبت دور كريستين، وجالت ألمانيًا مؤدية هذا الدور)، وقدمت أدوارًا على مسارح أوف-برودواي مثل لويزا في «ذا فانتاستيكس»، وكريستي في «بوكس أوفيس أوف ذا دايموند» (كلاهما في عام 1994). في عام 1997، ظهرت بدور هياسينث في مسرحية هزلية لموليير من إنتاج شركة راوند أباوت المسرحية بعنوان «ساكبين»، لتحصل في إثرها على مراجعة من صحيفة نيويورك تايمز، إذ كتب عنها بين برانتلي «إن عزيمة الممثلة الشابة تشينوويث مثيرة للبهجة». وقفت على مسرح برودواي لأول مرة في ربيع عام 1997 بدور «بريشس ماغواير» في المسرحية الغنائية «ستيل بيير» بكاندر أند إيب، والتي حصلت في إثرها على جائزة «ثياتر وورلد أوورد». ظهرت أيضًا في حفلة سيتي سنتر أنكور! المسرحية الغنائية لجورج وإيرا غيرشوين بعنوان «سترايك أب ذا باند» بدور آن درابر، وخلقت أدوارًا في إنتاج مسرح لينكولن سنتر بعنوان «إ نيو براين» لويليام فين. كتب عنها بن ريمالور في «بلاي بيل»: «إنه لمن غير المرجح لأحد أن يجاري كريستين تشينوويث بدور نانسي دي، النادلة».
في عام 1999، مثلت تشينوويث على مسرح برودواي في إحياء المسرحية الكوميدية الموسيقية «يور أ غود مان، تشارلي براون» بدور شقيقة الشخصية الرئيسية، سالي، وهي شخصية لم تظهر في النسخة الأصلية المنتجة من المسرحية. حازت على جائزتي توني ودراما أوورد لأفضل ممثلة في مسرحية موسيقية. في وقت لاحق من ذاك العام، لعبت دور البطولة في مسرحية كوميدية قصيرة بعنوان «إبيك بروبورشنز»، تبعها دور البطولة بشخصية دايزي غامبل في إنتاج «أنكور!» بعنوان «أون أ كلير داي يو كان سي فوريفر» في شهر فبراير لعام 2000. 

## روابط خارجية
- كريستين تشينوويث على موقع IMDb (الإنجليزية)
- كريستين تشينوويث على موقع ألو سيني (الفرنسية)
- كريستين تشينوويث على موقع ميوزك برينز (الإنجليزية)
- كريستين تشينوويث على موقع أول موفي (الإنجليزية)
- كريستين تشينوويث على موقع قاعدة بيانات برودواي على الإنترنت (الإنجليزية)
- كريستين تشينوويث على موقع قاعدة بيانات الأفلام السويدية (السويدية)
- كريستين تشينوويث على موقع إن إن دي بي (الإنجليزية)
- كريستين تشينوويث على موقع أول ميوزيك (الإنجليزية)
- كريستين تشينوويث على موقع ديسكوغز (الإنجليزية)
- كريستين تشينوويث على موقع قاعدة بيانات الفيلم (الإنجليزية)